# Lac de Madine
Pour les articles homonymes, voir Madine et Madine (rivière).
Le lac de Madine est un plan d'eau artificiel du Grand Est, établi à cheval sur les départements de la Meuse et dans une moindre mesure de Meurthe-et-Moselle, sur le cours de la Madine qui est un sous-affluent de la Moselle. S'il est le premier lac de Lorraine du point de vue de la superficie, il se place deuxième derrière le lac de Pierre-Percée concernant le volume d'eau.

## Description
Inclus dans le Parc naturel régional de Lorraine, le lac de Madine s’inscrit dans la plaine de la Woëvre, entité biogéographique caractérisée par des couches d’argile pouvant atteindre une profondeur de 100 mètres. Cette plaine marécageuse et forestière fut progressivement asséchée par la création de chenaux et d’étangs piscicoles qui ont été réalisés entre les XIIe et XVIe siècles par des moines soucieux d’améliorer la salubrité du secteur.
Mis en eau en 1971, le lac a une triple vocation de réserve d'eau potable pour l'agglomération voisine de Metz, de réserve nationale de chasse et de faune sauvage, et de zone de loisirs (plages, port de plaisance) dont la particularité est d'être réservé aux voiliers et donc interdite aux bateaux à moteur thermique.
Des infrastructures de loisirs ont été mises en place entre 1977 et 1979, et réaménagées en 2014.
Le lac compte deux îles : la plus petite, l'île Verte, dans la partie Nord du lac, et la plus grande, l'île du Bois-Gérard, au milieu du lac.
Sa superficie est proche de 1 100 hectares si on compte les deux îles. Sa contenance est de 35 millions de m³ et son bassin versant couvre une superficie de 32,2 km².
Rétro Meus'Auto est un rassemblement de voitures anciennes se situant à Heudicourt-sous-les-Côtes, sur le lac de Madine et accueille plus de 3 000 passionnés avec stand tous les deuxièmes week-ends de juin.

## Protections
Le lac de Madine est protégé par le Conservatoire du littoral depuis 1985,. De plus, avec sa superficie supérieure à 1 000 hectares, il entre dans le cadre de la loi littoral de 1986.
Ce site est également classé en Réserve nationale de chasse et de faune sauvage (RNCFS) depuis 1998,. Il s'étend sur 1 735 hectares et comprend le lac de Madine, plan d'eau artificiel de 1 100 hectares, et l'étang de Pannes. La réserve est un pôle d'attraction majeur pour une avifaune riche et diversifiée. Les berges du lac délimitent de nombreuses anses peu profondes, caractérisées par une végétation rivulaire et aquatique appréciée par l'avifaune. Afin d'assurer une protection optimale de l'avifaune, plusieurs zones de quiétude ont été définies sur la réserve : il s'agit de zones où les activités (tourisme, pêche...) et l'accès du public sont interdits. Cette réserve est gérée par l'Office français de la biodiversité (OFB).
Enfin, c'est un site Natura 2000 : une zone de protection spéciale depuis 2003,, puis une zone spéciale de conservation depuis 2008,.

## Communes limitrophes
Les communes limitrophes sont :
- dans la Meuse (partie Ouest du lac) :
  - Buxières-sous-les-Côtes
  - Heudicourt-sous-les-Côtes
  - Lahayville
  - Montsec
  - Nonsard-Lamarche
  - Richecourt
- en Meurthe-et-Moselle (partie Est du lac) :
  - Essey-et-Maizerais
  - Pannes
  - Saint-Baussant

## Trois bases de loisirs
- Madine 1 à Nonsard : port de plaisance, plages, brasserie, commerces, golf, camping, etc.
- Madine 2 et Madine 3 à Heudicourt-sous-les-Côtes (détaillé en photo).

Madine 2 au fond : camping et centre équestre - Madine 3 au premier plan : stades, gymnases, école de voile, village de vacances, etc.
Ile du Bois Gérard pointant vers Madine 1 - Au premier plan : passe franchissable par le gibier - À droite : pétales du Bois de Gargantua.
Partie sauvage du lac hébergeant de nombreuses espèces protégées - Limites de navigation visibles - Butte de Montsec visible à droite.